# Liste kanadischer Jagdflieger im Zweiten Weltkrieg
In der Liste kanadische Jagdflieger im Zweiten Weltkrieg sind Jagdpiloten der kanadischen Luftstreitkräfte (Royal Canadian Air Force) im von 1939 bis 1945 dauernden Zweiten Weltkrieg aufgeführt, die mindestens 15 Abschüsse erzielt hatten.

## Übersicht
Die Tabelle enthält die kanadischen Flieger ab 15 bestätigte Abschüssen mit
- Name
- Dienstgrad
- Zahl der bestätigten Luftsiege
- Auszeichnungen
- Einheit
- Todesdatum (†)

Anmerkung: Die Liste ist sortierbar: Durch Anklicken eines Spaltenkopfes wird die Liste nach dieser Spalte sortiert, zweimaliges Anklicken kehrt die Sortierung um.
| Name                        | Bild | Rang               | L    | Auszeichn.                       | Einheit/Squadron No. | †          |
| --------------------------- | ---- | ------------------ | ---- | -------------------------------- | -------------------- | ---------- |
| George Beurling             |      | Flight Lieutenant  | 31,3 | DSO, DFC                         | 412 Squadron         | 20.05.1948 |
| Henry Wallace McLeod        |      | Squadron Leader    | 21   | DSO, DFC                         | 433 Squadron         | 27.09.1944 |
| Vernon Woodward             |      |                    | 20   | DFC                              | 33 Squadron          | 26.05.2000 |
| George Wittman              |      |                    | 17   |                                  |                      |            |
| Willie McKnight             |      | Flying officer     | 16,5 | DFC                              | 242 Squadron         | 12.01.1941 |
| Robert Wendell McNair       |      | Wing Commander     | 16,5 | DSO, DFC                         | 416 Squadron         | 15.01.1971 |
| Edward Francis John Charles |      | Flight Commander   | 15,5 | DSO, DFC, Silver Star            | 611 Squadron         | 05.11.1986 |
| James Francis Edwards       |      | Wing Commander     | 15   | DSO, DFC, Order of Canada        | 417 Squadron         |            |
| Donald Currie Laubman       |      | Lieutenant-General | 15   | DFC, Alberta Order of Excellence | 133 Squadron         |            |